# Kate Nicholson
Kate Nicholson (julio de 1929 - 18 de abril de 2019) fue una pintora inglesa, hija del artista Ben Nicholson y de la artista Winifred Nicholson .

## Biografía
Nacida en Bankshead,  Banks, Cumberland en 1929, Nicholson fue alumno del Claremont College durante la Segunda Guerra Mundial, que había sido evacuado a Gales.
Nicholson estudió en la Bath Academy of Art de 1949 a 1954, donde fue alumna de Peter Lanyon, un artista de St Ives y amigo de su padre y su madrastra Barbara Hepworth . Enseñó arte en Totnes High School durante dos años antes de mudarse a St Ives en 1957 y convertirse en miembro de la Sociedad de Artes de Penwith. Pintó junto a su madre en las décadas de 1960 y 1970, las dos a menudo visitaban Grecia juntas, así como el norte de África y la isla de Eigg en las Hébridas en 1980.

## referencias
1. ↑  Find a Will – Kate Nicholson
2. ↑  Nicholson, Jovan (2019). Kate Nicholson. London: Philip Wilson Publishers. p. 8. ISBN 9781781300879.
3. ↑  Frances Spalding (1990). 20th Century Painters and Sculptors. Antique Collectors' Club. ISBN 1 85149 106 6.

- Datos: Q6375683